# Liu Yifei
Liu Yifei (chiń. upr. 刘亦菲; chiń. trad. 劉亦菲; pinyin Liú Yìfēi; ur. 25 sierpnia 1987 w Wuhan), właśc. An Feng (chiń. 安风) – chińsko-amerykańska aktorka, wokalistka i modelka, która wystąpiła m.in. w filmach Mulan, Zakazane królestwo i Podstępna gra.

## Filmografia

### Filmy
| Rok  | Tytuł                                       | Rola                      | Uwagi |
| ---- | ------------------------------------------- | ------------------------- | ----- |
| 2004 | Wu yue zhi lian                             | Zhao Xuan                 |       |
| 2004 | Lian ai da ying jia                         | Jin Qiaoli                |       |
| 2006 | Abao's Story                                | Xixi                      | Cameo |
| 2008 | Zakazane królestwo                          | Złoty Wróbel              |       |
| 2010 | Lian ai tong gao                            | Song Xiaoqing             |       |
| 2011 | Sien lui yau wan                            | Nie Xiaoqian              |       |
| 2011 | Podstępna gra                               | konkubina Yu              |       |
| 2012 | Si da ming bu                               | Shong Yayu                |       |
| 2012 | Tyrania                                     | Diao Chan                 |       |
| 2013 | Si da ming bu II                            | Shong Yayu                |       |
| 2014 | Si da ming bu III                           | Shong Yayu                |       |
| 2014 | Hong Yan Lu Shui                            | Xing Lu                   |       |
| 2015 | Banita                                      | Zhao Lian                 |       |
| 2015 | Di San Zhong Ai Qing                        | Zou Yu                    |       |
| 2016 | Le Paon de Nuit                             | Elsa                      |       |
| 2016 | Zhi Qing Chun 2: Yuan Lai Ni Hai Zai Zhe Li | Su Yunjin                 |       |
| 2017 | San Sheng San Shi Shi Li Tao Hua            | Bai Qian / Si Yin / Su Su |       |
| 2017 | Feng Huo Fang Fei                           | Ying                      |       |
| 2017 | Hanson and the Beast                        | Bai Xianchu               |       |
| 2020 | Mulan                                       | Mulan                     |       |